# Чемпионат КОНКАКАФ среди команд до 16 лет 1987
Чемпионат КОНКАКАФ среди команд до 16 лет 1987 года (исп. Campeonato Sub-16 de la Concacaf de 1987; англ. 1987 CONCACAF U-16 Championship) — 3-й розыгрыш чемпионата КОНКАКАФ среди команд до 16 лет (с 1991 года до 17 лет), который прошёл в Гондурас с 15 по 26 февраля 1987 года. В чемпионате принимали участие семь сборных.

## Участники
| Сборная           | Участие | Лучший результат            |
| ----------------- | ------- | --------------------------- |
| Гондурас          | 3-е     | 4-е место (1983, 1985)      |
| Коста-Рика        | 2-е     | 2-е место (1985)            |
| Мексика           | 3-е     | Чемпион (1985)              |
| Сальвадор         | 3-е     | Групповой этап (1983, 1985) |
| США               | 2-е     | Чемпион (1983)              |
| Тринидад и Тобаго | 3-е     | Финалист (1983)             |
| Ямайка            | 1-е     | Дебют                       |

## Групповой этап

### Группа A
| Поз | Команда           | И | В | Н | П | МЗ | МП | РМ | О | Квалификация   |
| --- | ----------------- | - | - | - | - | -- | -- | -- | - | -------------- |
| 1   | США               | 2 | 2 | 0 | 0 | 6  | 1  | +5 | 4 | Финальный этап |
| 2   | Гондурас          | 2 | 1 | 0 | 1 | 4  | 4  | 0  | 2 | Финальный этап |
| 3   | Тринидад и Тобаго | 2 | 0 | 0 | 2 | 2  | 7  | −5 | 0 |                |

| США | 4:0 | Тринидад и Тобаго |
| --- | --- | ----------------- |
|     |     |                   |

| Гондурас | 3:2 | Тринидад и Тобаго |
| -------- | --- | ----------------- |
|          |     |                   |

| США | 3:1 | Гондурас |
| --- | --- | -------- |
|     |     |          |

### Группа B
| Поз | Команда    | И | В | Н | П | МЗ | МП | РМ | О | Квалификация   |
| --- | ---------- | - | - | - | - | -- | -- | -- | - | -------------- |
| 1   | Мексика    | 3 | 3 | 0 | 0 | 7  | 0  | +7 | 6 | Финальный этап |
| 2   | Коста-Рика | 3 | 2 | 0 | 1 | 3  | 5  | −2 | 4 | Финальный этап |
| 3   | Ямайка     | 3 | 0 | 1 | 2 | 0  | 2  | −2 | 1 |                |
| 4   | Сальвадор  | 3 | 0 | 1 | 2 | 0  | 3  | −3 | 1 |                |

| Мексика | 1:0 | Ямайка |
| ------- | --- | ------ |
|         |     |        |

| Сальвадор | 0:2 | Коста-Рика |
| --------- | --- | ---------- |
|           |     |            |

| Сальвадор | 0:1 | Мексика |
| --------- | --- | ------- |
|           |     |         |

| Коста-Рика | 1:0 | Ямайка |
| ---------- | --- | ------ |
|            |     |        |

| Сальвадор | 0:0 | Ямайка |
| --------- | --- | ------ |
|           |     |        |

| Коста-Рика | 0:5 | Мексика |
| ---------- | --- | ------- |
|            |     |         |

## Финальный этап
| Поз | Команда    | И | В | Н | П | МЗ | МП | РМ  | О | Квалификация        |
| --- | ---------- | - | - | - | - | -- | -- | --- | - | ------------------- |
| 1   | Мексика    | 3 | 3 | 0 | 0 | 9  | 1  | +8  | 6 | Чемпионат мира 1987 |
| 2   | США        | 3 | 2 | 0 | 1 | 7  | 6  | +1  | 4 | Чемпионат мира 1987 |
| 3   | Коста-Рика | 3 | 1 | 0 | 2 | 5  | 4  | +1  | 2 |                     |
| 4   | Гондурас   | 3 | 0 | 0 | 3 | 3  | 13 | −10 | 0 |                     |

| Мексика | 3:1 | США |
| ------- | --- | --- |
|         |     |     |

| Гондурас | 0:5 | Коста-Рика |
| -------- | --- | ---------- |
|          |     |            |

| Коста-Рика | 0:2 | Мексика |
| ---------- | --- | ------- |
|            |     |         |

| Гондурас | 3:4 | США |
| -------- | --- | --- |
|          |     |     |

| Коста-Рика | 0:2 | США |
| ---------- | --- | --- |
|            |     |     |

| Гондурас | 0:4 | Мексика |
| -------- | --- | ------- |
|          |     |         |

## Награды

### Чемпион
| Чемпион КОНКАКАФ среди команд до 16 лет 1987 |
| Мексика Второй титул                         |

## Квалификация на чемпионат мира
Следующие три команды из КОНКАКАФ квалифицировались на чемпионат мира до 16 лет 1987 года. 
| Команда | Дата квалификации  | Предыдущие выступления |
| ------- | ------------------ | ---------------------- |
| Мексика | 26 февраля 1987    | 1 (1985)               |
| США     | 26 февраля 1987    | 1 (1985)               |
| Канада  | Страна-организатор | Дебют                  |

Сборная Канады квалифицировалась как страна-организатор чемпионата мира до 16 лет 1987 года.